# Maršala Pokryškina
Maršala Pokryškina (in russo:Маршала Покрышкина) è una stazione della Linea Dzeržinskaja, la linea 2 della Metropolitana di Novosibirsk. È stata inaugurata il 28 dicembre 2000.